# 냥 (단위)
냥(兩) 또는 량(兩)은 무게의 단위로서 냥쭝이라고도 부르며, 10돈 또는 37.5g이다. 16냥은 1근(斤)이 된다. 약 37.5그램중이고, 약재의 경우는 4돈쭝(약 15그램중)을 1냥쭝으로 취급한다. 흔히는 중국의 무게와 통화 단위의 일부를 일컫는 것이지만, 조선의 통화나 근세 일본의 금화에서도 같은 단위를 썼다.
약간 다른 곳에 사용하는 단위이기는 하지만, 대만, 홍콩, 동남아시아에서는 10전(錢) 또는 1/16근(斤)과 동일한 가치를 지녔다. 이러한 중국의 도량형은 보통 금이나 은의 교환 뿐만 아니라 한약재를 측정하는 단위에도 사용되었다.

## 같이 보기
- 돈 (단위)
- 상평통보